# Virus d'ARN

Classificació de Baltimore dels virus, basada en l'obtenció de l'ARNm a partir del genoma del virus. Les classes III-VII són virus d'ARN.

Un virus d'ARN és un virus que utilitza àcid ribonucleic (ARN) com a material genètic, o que en el seu procés de replicació necessita l'ARN. Per exemple, el virus de l'hepatitis B és un virus classificat com a virus d'ARN, tot i que el seu genoma és ADN bicatenari, car el genoma és transcrit en ARN durant la replicació. L'àcid nucleic d'aquests virus és habitualment ARN monocatenari però també pot ser ARN bicatenari. Els virus d'ARN monocatenaris poden classificar-se, al seu torn, segons el sentit o polaritat del seu ARN, en negatius o positius. Els virus d'ARN positius són idèntics a l'ARNm víric i, per tant, poden ser traduïts immediatament per la cèl·lula hoste. L'ARN víric negatiu és complementari de l'ARNm, de manera que ha de ser transformat en ARN positiu per una ARN polimerasa abans de la traducció.
Els retrovirus, a diferència d'altres virus d'ARN monocatenaris, utilitzen ADN intermedi per a replicar-se. La transcriptasa inversa, un enzim víric procedent del mateix virus, transforma l'ARN víric en una cadena complementària d'ADN, que és copiada per a produir una molècula d'ADN bicatenari víric. Aquest ADN dirigeix la formació de nous virions.
Els virus d'ARN presenten generalment un ritme de mutació molt alt, car manquen d'ADN polimerases que puguin detectar i corregir els errors (reparació de l'ADN). Els virus ADN presenten un ritme de mutació molt més baix degut a la capacitat de correcció de les ADN polimerases de la cèl·lula hoste. Els retrovirus integren un ADN intermedi del seu genoma ARN al genoma de l'hoste, de manera que tenen una major possibilitat de corregir errors en el seu genoma gràcies a l'acció correctiva de les ADN polimerases de la cèl·lula hoste.
Tot i que habitualment l'ARN muta ràpidament, un treball d'investigació recent determinà que el virus de la síndrome respiratòria aguda greu i altres virus relacionats contenen un gen que muta molt lentament. El gen en qüestió té una estructura tridimensional complexa, que se suposa que subministra una funció química necessària per a la propagació del virus, potser com un ribozim. Si això fos així, la majoria de les mutacions la farien inútil per aquesta finalitat i no es propagarien.

## Classificació
Els virus d'ARN pertanyen als grups III-VII de la classificació de Baltimore.
- Grup III: virus d'ARN bicatenari
- Grup IV: virus d'ARN monocatenari positiu
- Grup V: virus d'ARN monocatenari negatiu
- Grup VI: virus d'ARN monocatenari retrotranscrit
- Grup VII: Virus ADN bicatenari retrotranscrit